# 2024-es német labdarúgókupa-döntő
A 2024-es német labdarúgókupa-döntő a 81. volt a DFB-Pokal, azaz a német labdarúgókupa történetében. A mérkőzést 2024. május 25-én rendezték a berlini Olimpiai Stadionban. A mérkőzésen a másodosztályú 1. FC Kaiserslautern és a német bajnokságot megnyerő Bayer Leverkusen lépett pályára. A Leverkusen 1–0-ra megnyerte a mérkőzést, és ezzel német szinten duplázott, azaz a bajnoki cím mellett a kupát is megnyerte.
A Leverkusen a következő szezon elején a német szuperkupában a 2023–24-as Bundesliga második helyezettje ellen lép majd pályára, azaz a VfB Stuttgart csapata ellen.

## A csapatok
| Csapat               | Az ezt megelőző döntős szereplések évszámai, félkövérrel szedve a győztes évek |
| -------------------- | ------------------------------------------------------------------------------ |
| 1. FC Kaiserslautern | 7 (1961, 1972, 1976, 1981, 1990, 1996, 2003)                                   |
| Bayer Leverkusen     | 4 (1993, 2002, 2009, 2020)                                                     |

## Út a döntőig
| 1. FC Kaiserslautern | 1. FC Kaiserslautern | Forduló                          | Bayer Leverkusen       | Bayer Leverkusen |
| -------------------- | -------------------- | -------------------------------- | ---------------------- | ---------------- |
| Ellenfél             | Végeredmény          | 2022–2023-as német labdarúgókupa | Ellenfél               | Végeredmény      |
| Rot-Weiß Koblenz (V) | 5–0                  | 1. forduló                       | Teutonia Ottensen (V)  | 8–0              |
| 1. FC Köln (H)       | 3–2                  | 2. forduló                       | SV Sandhausen (V)      | 5–2              |
| 1. FC Nürnberg (H)   | 2–0                  | A nyolc közé jutásért            | Paderborn (H)          | 3–1              |
| Hertha BSC (V)       | 3–1                  | Negyeddöntő                      | VfB Stuttgart (H)      | 3–2              |
| Saarbrücken (V)      | 2–0                  | Elődöntő                         | Fortuna Düsseldorf (H) | 4–0              |

### Kaiserslautern
2023. augusztus 13-án 5–0-ra nyertek az 1. fordulóban a Rot-Weiß Koblenz csapata ellen idegenben. A következő fordulóban az 1. FC Köln csapata ellen már a 19. percben Richmond Tachie révén vezetést szereztek, majd ezt a 47. percben Kenny Prince Redondo és a 65. percben Marlon Ritter növelte, a vendégek ezt követően két gólt szereztek, de így is a Kaiserslautern jutott tovább. A nyolc közé jutásért az 1. FC Nürnberg ellen hazai pályán a Fritz Walter Stadionban 2–0-ra győztek. Január 31-én a Hertha BSC ellen idegenben 3–1-re nyertek 74 245 néző előtt. Az elődöntőben 2–0-ra nyertek idegenben az 1. FC Saarbrücken ellen, amely csapat korábban az Eintracht Frankfurtot, a Bayern Münchent és a Borussia Mönchengladbachot is kiejtette.

### Bayer Leverkusen
Az 1. fordulóban a Teutonia Ottensen ellen 8–0-ra megnyert találkozón 
 November 1-jén az SV Sandhausen vendégeként 5–2-re nyertek Exequiel Palacios, Jonathan Tah és Adam Hložek góljaival, valamint Amine Adli duplájával már a továbbjutás is biztossá vált. December 6-án az SC Paderborn 07 csapata ellen 3–1-re győztek. A negyeddöntőben a VfB Stuttgart ellen kétszer is hátrányba kerültek, de végül hazai pályán 3–2-re nyertek. Április 3-án Jeremie Frimpong és Amine Adli, valamint Florian Wirtz duplájával 4–0-ra győzte le a Fortuna Düsseldorf csapatát, így bejutott a döntőbe, és 40 meccsre növelte veretlenségi szériáját a klub.

## A mérkőzés

### Részletek
| 2024. május 25. 20:00 (CEST) |

| 1. FC Kaiserslautern | 0–1               | Bayer Leverkusen |
| -------------------- | ----------------- | ---------------- |
|                      | (0–1) Jegyzőkönyv | Xhaka 16'        |

| Olimpiai Stadion, Berlin (Németország) Nézőszám: 75 000 Játékvezető: Bastian Dankert (német) |

| 1. FC Kaiserslautern | Bayer Leverkusen |

| GK               | 18 | Julian Krahl         |       |       |
| RB               | 31 | Ben Zolinski         |       | 74'   |
| CB               | 33 | Jan Elvedi           | 86'   |       |
| CB               | 2  | Boris Tomiak         |       |       |
| LB               | 15 | Tymoteusz Puchacz    |       |       |
| DM               | 26 | Filip Kaloč          |       |       |
| RM               | 8  | Jean Zimmer (c)      |       | 90+3' |
| CM               | 7  | Marlon Ritter        |       |       |
| CM               | 20 | Tobias Raschl        |       | 83'   |
| LM               | 11 | Kenny Prince Redondo |       | 83'   |
| CF               | 19 | Daniel Hanslik       |       | 46'   |
| Cserék:          |    |                      |       |       |
| GK               | 32 | Robin Himmelmann     |       |       |
| DF               | 5  | Kevin Kraus          |       |       |
| DF               | 6  | Almamy Touré         |       | 90+3' |
| DF               | 27 | Frank Ronstadt       |       |       |
| MF               | 4  | Afeez Aremu          |       |       |
| MF               | 10 | Philipp Klement      | 90+6' | 83'   |
| FW               | 9  | Ragnar Ache          |       | 46'   |
| FW               | 17 | Aaron Opoku          |       | 83'   |
| FW               | 29 | Richmond Tachie      |       | 74'   |
| Vezetőedző:      |    |                      |       |       |
| Friedhelm Funkel |    |                      |       |       |

| GK          | 1  | Lukáš Hrádecký (c) | 90+7'   |       |
| CB          | 6  | Odilon Kossounou   | 3′, 44′ |       |
| CB          | 4  | Jonathan Tah       |         |       |
| CB          | 12 | Edmond Tapsoba     |         |       |
| RM          | 30 | Jeremie Frimpong   |         | 90+3' |
| CM          | 34 | Granit Xhaka       |         |       |
| CM          | 8  | Robert Andrich     |         |       |
| LM          | 20 | Álex Grimaldo      |         | 85'   |
| RW          | 7  | Jonas Hofmann      |         | 46'   |
| LW          | 10 | Florian Wirtz      |         | 90+3' |
| CF          | 14 | Patrik Schick      |         | 46'   |
| Cserék:     |    |                    |         |       |
| GK          | 17 | Matěj Kovář        |         |       |
| DF          | 2  | Josip Stanišić     |         | 46'   |
| DF          | 3  | Piero Hincapié     |         | 85'   |
| MF          | 19 | Nathan Tella       |         | 90+3' |
| MF          | 21 | Amine Adli         |         | 46'   |
| MF          | 25 | Exequiel Palacios  |         |       |
| FW          | 9  | Borja Iglesias     |         |       |
| FW          | 22 | Victor Boniface    |         |       |
| FW          | 23 | Adam Hložek        |         | 90+3' |
| Vezetőedző: |    |                    |         |       |
| Xabi Alonso |    |                    |         |       |

| Asszisztensek: René Rohde (Rostock) Marcel Unger (Hamburg) Negyedik játékvezető: Florian Badstübner (Nürnberg) Tartalék játékvezető: Stefan Lupp (Zossen) Videobíró: Harm Osmers (Hannover) Videobíró-asszsztens: Holger Henschel (Braunschweig) |